# Міс Поттер (фільм, 2006)
«Міс Поттер» (англ. Miss Potter) — біографічна драма 2006 року про життя дитячої письменниці та ілюстраторки Беатріс Поттер. Прем'єра фільму відбулася 3 грудня 2006 року у Великій Британії. В інший країнах прем'єра відбулась у 2007 року.

## Сюжет
Міс Поттер все своє життя присвятила малюванню та написанню дитячих книг. Вона приходить в книжкове видавництво, де пропонує свою книгу для друку. За цей проект береться недосвідчений Норман Ворн, але незважаючи на це книга має великий успіх. Окрилені процвітаючим бізнесом, Беатрікс Поттер і Норман Ворн розуміють, що люблять один одного, і містер Ворн робить Беатрікс пропозицію. Однак її батьки проти і висувають свої вимоги.

## У ролях
| Актор          | Роль             |
| -------------- | ---------------- |
| Рене Зеллвегер | Беатрікс Поттер  |
| Люсі Бойнтон   | Беатріс в юності |
| Юен Мак-Грегор | Норман Ворн      |
| Емілі Вотсон   | Міллі Ворн       |
| Барбара Флінн  | Хелен Поттер     |
| Білл Патерсон  | Руперт Поттер    |
| Антон Лессер   | Гарольд Ворн     |

## Номінації
- 2007 Премія «Золотий глобус» — краща жіноча роль (Рене Зеллвегер)